# Bürogebäude der ehemaligen Spinnerei Horkheimer

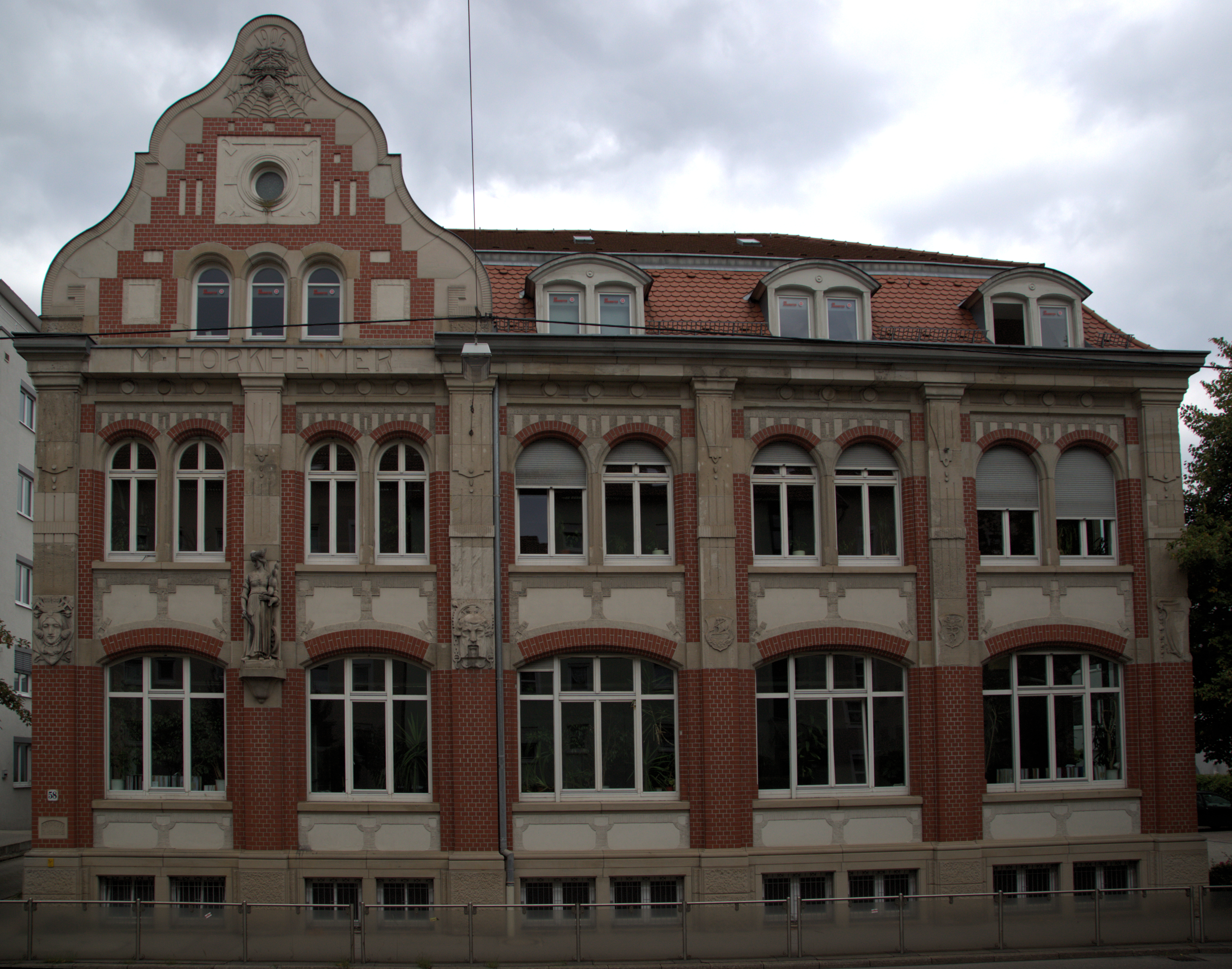
Bürogebäude der ehemaligen Spinnerei Horkheimer

Das Bürogebäude der ehemaligen Spinnerei Horkheimer ist ein Haus in der Schwieberdinger Straße 58 in Stuttgart-Zuffenhausen. Das Gebäude wurde im Jahr 1906 von Baugewerksmeister Rudolf Morlock im Jugendstil unter Einbeziehung von Elementen der Renaissance und des Barock erbaut.
Seit dem 30. Juli 1986 steht das Gebäude unter Denkmalschutz.

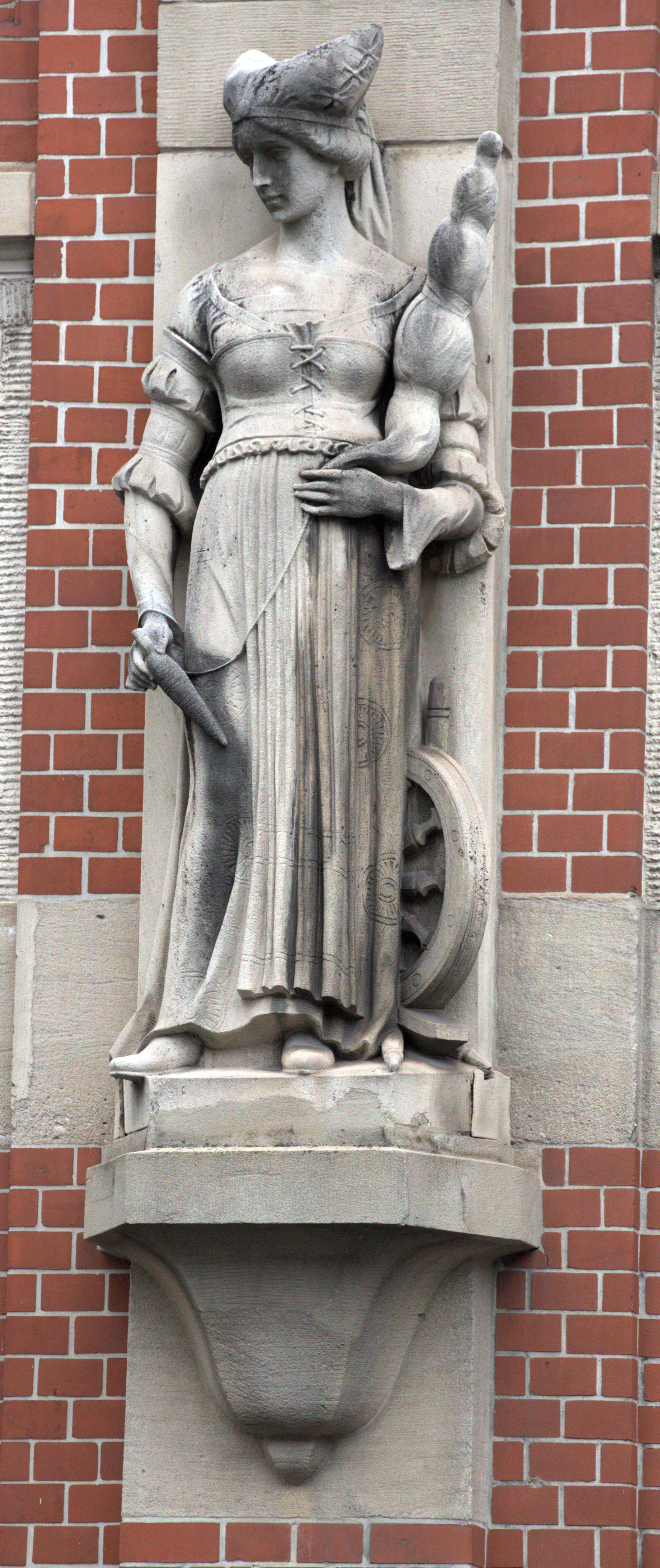
Figur am ehemaligen Bürogebäude der Spinnerei Horkheimer